# 九号公司

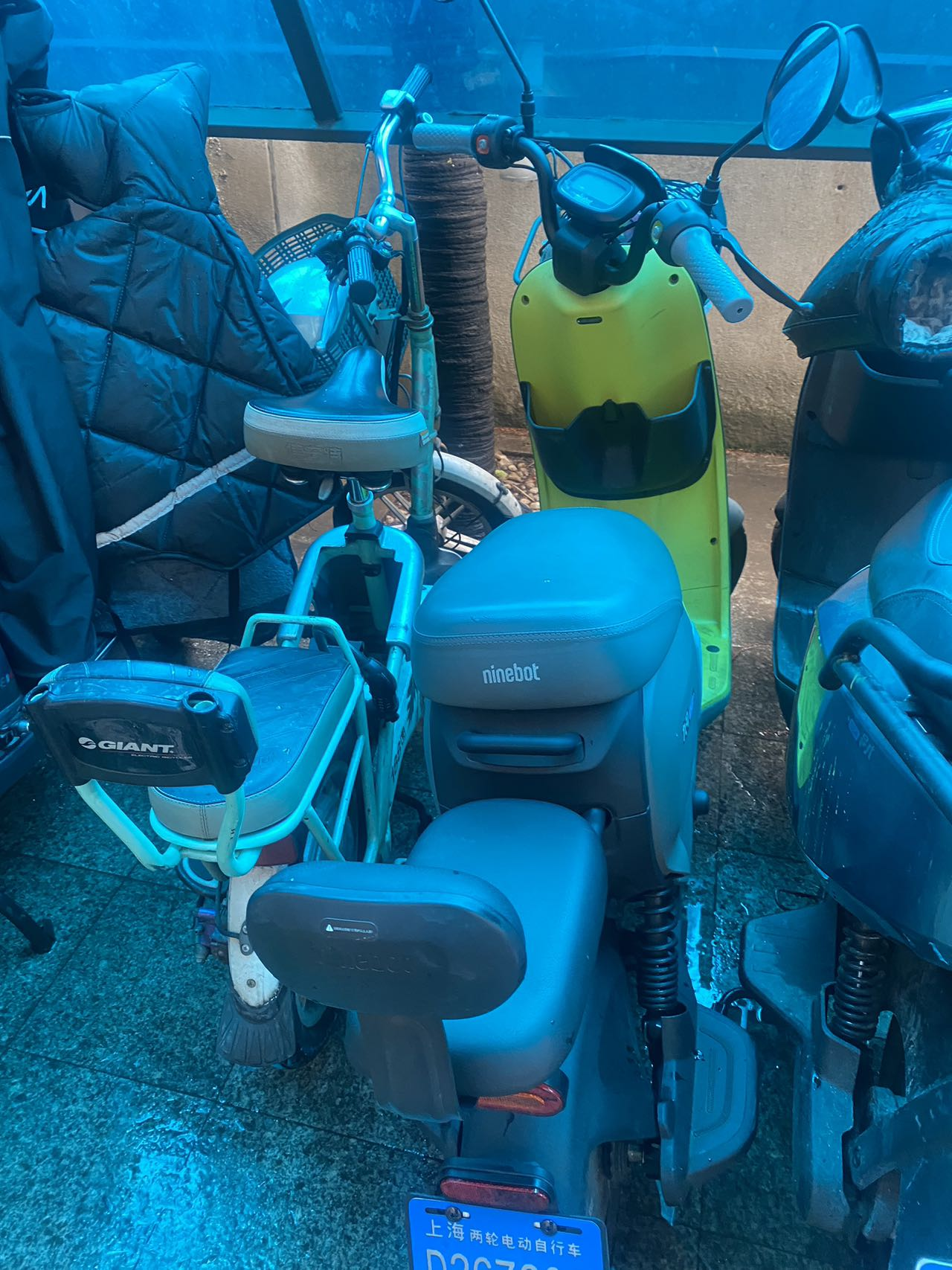
九號電動自行車

九号有限公司（英語：Ninebot Limited；上交所：689009，简称：九号公司-WD），原名纳恩博，是一家注册于开曼群岛、总部位于中华人民共和国北京市的公司。

## 历史
成立于2014年12月10日，从事电动自行车、平衡车、电动滑板车、服务机器人等产品的研发、生产、制造、销售业务。
九号有限公司曾获得小米的投资，并成为了“小米生态链”的一部分，小米集团及小米创始人雷军的顺为资本各持有该公司9.82%权益。
2015年，该公司收购了美国赛格威公司。
2020年10月29日，九号有限公司的中国存托凭证（CDR）在上海证券交易所科创板正式挂牌交易，这是红筹公司发行中国存托凭证的首例。